# Цильцер, Иболька
Иболька Цильцер (венг. Ibolyka нем. Zilzer; 29 октября 1908, Будапешт — 13 февраля 1971, Нюкёбинг, Дания) — венгерская скрипачка еврейского происхождения. Дочь художника Антала Цильцера.
В детские годы выступала вместе с сестрой, пианисткой Пирошкой Цильцер (1901—1967). Училась в Будапештской академии музыки у Йожефа Блоха (1914—1918), Енё Хубаи (1918—1919), Оскара Штудера (1919—1920) и Режё Кеменя (1920—1921). В 1922 г. совершенствовала своё мастерство в Берлине под руководством Карла Флеша и в дальнейшем работала преимущественно в Германии. В 1930 г. разделила с Людвигом Хёльшером премию имени Мендельсона для молодых исполнителей. На рубеже 1920-30-х гг. осуществила ряд записей в сопровождении таких пианистов, как Манфред Гурлитт и Михаэль Раухайзен; среди этих записей — «Грустный вальс» Франца Вечея, пьесы Бетховена, Сарасате, Крейслера и др.
В годы Второй мировой войны нашла убежище в Швеции. В послевоенные годы жила в Дании, в 1946 г. совершила гастрольную поездку в Исландию, где её аккомпаниатором выступил Виктор Урбанчич. В дальнейшем прекратила выступления из-за проблем со слухом.